# (37556) Svyaztie
(37556) Svyaztie est un astéroïde de la ceinture principale.

## Description
(37556) Svyaztie est un astéroïde de la ceinture principale. Il fut découvert le 28 août 1982 à Naoutchnyï par Nikolaï Tchernykh et Brian G. Marsden. Il présente une orbite caractérisée par un demi-grand axe de 2,30 UA, une excentricité de 0,23 et une inclinaison de 5,4° par rapport à l'écliptique.

## Compléments